# Liste der Bodendenkmale in Tarmstedt
In der Liste der Bodendenkmale in Tarmstedt sind alle Bodendenkmale der niedersächsischen Gemeinde Tarmstedt aufgelistet. Die Quelle ist der Denkmalatlas Niedersachsen. 
Der Stand der Liste ist der 1. Dezember 2024.
Allgemein

Tarmstedt im Landkreis Rotenburg (Wümme)

In den Spalten finden sich folgende Informationen des Bodendenkmales:
Lagegeographische Koordinaten
BezeichnungBezeichnung lt. Denkmalatlas
BeschreibungBeschreibung lt. Denkmalatlas
IDObjekt-ID
BildBild, ggf. zusätzlich mit Link zu weiteren Fotos im Medienarchiv Wikimedia Commons.

## Tarmstedt
| Lage                       | Bezeichnung                | Beschreibung | ID       | Bild |
| -------------------------- | -------------------------- | --- | -------- | ---- |
| 53° 14′ 27″ N, 9° 5′ 52″ O | Tarmstedt 12, Grabhügel    | Ursprünglich Dm. 24 m; erhalten nur noch nordwestliches Drittel mit 15 × 6 m, H. 0,6 m. Abgeflacht mit größerer alter Eingrabung; Rand allmählich auslaufend. | 28974494 | BW   |
| 53° 13′ 40″ N, 9° 6′ 23″ O | Tarmstedt 25, Grabhügel    | Durchmesser ca. 18 m und Höhe ca. 1,1 m. Annähernd rund. Rand abgesetzt. Alte Eingrabungen. | 28974504 | BW   |
| 53° 13′ 17″ N, 9° 5′ 52″ O | Tarmstedt 40, Grabhügel    | Durchmesser ca. 14 m und Höhe ca. 0,8 m, ebenmäßig gewölbt mit abgeplatteter Kuppe; Rand abgesetzt. Über westliche Hälfte deutlich sichtbare Fahrspur. 1986 durch die Kreisarchäologie restauriert. | 28974492 | BW   |
| 53° 13′ 16″ N, 9° 5′ 52″ O | Tarmstedt 41, Grabhügel    | Durchmesser ca. 14 m und Höhe ca. 0,8 m. Abgesetzter Rand. An Südostseite etwas abgetragen. 1986 durch die Kreisarchäologie restauriert. | 28974752 | BW   |
| 53° 13′ 16″ N, 9° 5′ 50″ O | Tarmstedt 43, Grabhügel    | Durchmesser ca. 15 m und Höhe ca. 0,9 m. Hoch gewölbt. An Nord-Seite eine Erläuterungstafel. | 28974753 | BW   |
| 53° 13′ 16″ N, 9° 5′ 49″ O | Tarmstedt 44, Grabhügel    | Durchmesser ca. 14 m und Höhe ca. 1,3 m. Rand abgesetzt; an einigen Stellen Steinkranz erkennbar. 1986 durch die Kreisarchäologie restauriert. | 28974754 | BW   |
| 53° 14′ 29″ N, 9° 4′ 0″ O  | Tarmstedt 56, Grabhügel    | Durchmesser ca. 18 m und Höhe ca. 1 m, abgeflacht, mit alten Einsenkungen. Rand abgesetzt, im Südwesten und Osten etwas angeschnitten. | 28974115 | BW   |
| 53° 14′ 15″ N, 9° 4′ 2″ O  | Tarmstedt 75, Grabhügel    | Durchmesser ca. 15 m und Höhe ca. 1,5 m. In der Mitte alte Einsenkung. West- und Ost-Rand von Ackerland angeschnitten; auf der Süd-Seite Findlinge und große Steine. | 28974116 | BW   |
| 53° 13′ 15″ N, 9° 4′ 8″ O  | Tarmstedt 116, Rillenstein | Rillenstein aus grauem Felsgestein, H. etwa 1 m, Br. 0,88 m; auf seiner flachen „Schauseite“ besitzt er eine ca. 6 cm breite und ca. 8 cm tiefe Rille, die in Form eines nach oben offenen Halbkreises verläuft. Dadurch wirkt die Vorderansicht fast wie der Umriss eines breiten, menschlichen Körpers, dessen Kopf durch die Rille hervorgehoben wird. Die Art der Steinbearbeitung und Darstellungstechnik lassen auf ein vorgeschichtliches Alter des Rillensteines schließen. Der heutige Standort entspricht nicht der ursprünglichen Fundstelle, die südlich des Ortes lag, aber nicht genauer bekannt ist. | 28973621 |      |

### Tarmstedt 26
- ID:28973743
- Gruppe von drei Grabhügeln mit Dm. 13 – 16 m und H. 0,7 – 1,2 m.

| Lage                       | Bezeichnung  | Beschreibung | ID       | Bild |
| -------------------------- | ------------ | --- | -------- | ---- |
| 53° 13′ 42″ N, 9° 6′ 38″ O | Tarmstedt 26 | Durchmesser ca. 16 m und Höhe ca. 1,1 m. Rund. Rand abgesetzt. Einkuhlungen und Eingrabungen. Im Nordwesten an tieferes Gelände bzw. alte Abgrabung angrenzend. Fahrspuren in Südwest-Nordost-Richtung. | 28973752 | BW   |
| 53° 13′ 43″ N, 9° 6′ 39″ O | Tarmstedt 27 | Durchmesser ca. 13 m und Höhe ca. 0,7 m. Annähernd rund. Abgeflacht; Rand abgesetzt. Einkuhlungen. Im Südosten von Fahrspuren angeschnitten.                                                            | 28973753 | BW   |
| 53° 13′ 43″ N, 9° 6′ 41″ O | Tarmstedt 28 | Durchmesser ca. 15 m und Höhe ca. 0,6 m. Annähernd rund. Abgeflacht. Rand abgesetzt. Einkuhlungen. Im Nordwesten an tieferes Gelände bzw. alte weite Abgrabung angrenzend.                              | 28974487 | BW   |

### Tarmstedt 100
- ID:28973760
- Grabhügelfeld

| Lage                       | Bezeichnung   | Beschreibung | ID       | Bild |
| -------------------------- | ------------- | --- | -------- | ---- |
| 53° 13′ 14″ N, 9° 7′ 21″ O | Tarmstedt 100 | Hügelrest. Im Bereich des Weges von Nordwest nach Südost abgetragen. Nur noch das westliche Drittel mit Dm. ca. 15 m und H. bis 0,6 m erhalten; ursprünglicher Dm. 18 m und H. 1 m. Rand schwach abgesetzt. In der Mitte alte weite Einsenkung. | 28973761 | BW   |
| 53° 13′ 14″ N, 9° 7′ 20″ O | Tarmstedt 101 | Durchmesser ca. 4 – 5,5 m und Höhe ca. 0,4 m. Rand abgesetzt, im Nordosten im Bereich des Weges abgetragen. In der Kuppe flache Einsenkung. | 28973736 | BW   |
| 53° 13′ 13″ N, 9° 7′ 20″ O | Tarmstedt 102 | Durchmesser ca. 4 m und Höhe ca. 0,15 m. Rand läuft sanft aus. Kaum noch erkennbar. | 28973737 | BW   |
| 53° 13′ 13″ N, 9° 7′ 19″ O | Tarmstedt 103 | Durchmesser ca. 8 m und Höhe ca. 0,4 m. Rand läuft sanft aus. In der Kuppe eine alte Einsenkung. | 28973738 | BW   |
| 53° 13′ 13″ N, 9° 7′ 19″ O | Tarmstedt 104 | Durchmesser ca. 8,5 m und Höhe ca. 0,4 m. Nord-Rand abgesetzt, sonst allmählich auslaufend. In der Süd-Seite eingesunken. | 28974387 | BW   |
| 53° 13′ 13″ N, 9° 7′ 20″ O | Tarmstedt 105 | Durchmesser ca. 13 m und Höhe ca. 1 m. West-Rand abgesetzt, sonst allmählich auslaufend. In der Mitte alte Störungen. | 28974388 | BW   |
| 53° 13′ 14″ N, 9° 7′ 20″ O | Tarmstedt 106 | Durchmesser ca. 8 m und Höhe ca. 0,5 m. Ebenmäßig gewölbt; Rand allmählich auslaufend. | 28974389 | BW   |
| 53° 13′ 13″ N, 9° 7′ 16″ O | Tarmstedt 110 | | 28973885 | BW   |
| 53° 13′ 12″ N, 9° 7′ 18″ O | Tarmstedt 112 | Durchmesser ca. 8,5 m und Höhe ca. 0,4 m. Rand abgesetzt. In der Oberfläche alte Störungen; am Ost-Rand Fahrspur. | 28973988 | BW   |
| 53° 13′ 13″ N, 9° 7′ 17″ O | Tarmstedt 125 | | 28974501 | BW   |

### Tarmstedt 113
- ID:28974127
- Gruppe von acht Grabhügeln, z. T. mit größeren Störungen. Zwei zur Hälfte abgetragen. Dm. 10 – 17,5 m, H. 0,5 – 1,6 m.

| Lage                       | Bezeichnung   | Beschreibung | ID       | Bild |
| -------------------------- | ------------- | --- | -------- | ---- |
| 53° 12′ 51″ N, 9° 6′ 27″ O | Tarmstedt 113 | Durchmesser ca. 17,5 m und Höhe ca. 1,6 m. Rand deutlich abgesetzt. Südlicher Teil abgetragen. Zahlreiche Eingrabungen.                                                                                                | 28974128 | BW   |
| 53° 12′ 51″ N, 9° 6′ 36″ O | Tarmstedt 114 | Durchmesser ca. 17,5 m und Höhe ca. 1,3 m. Abgesetzter Rand; beschädigt bzw. zugeschoben. Alte Eingrabungen. | 28974129 | BW   |
| 53° 12′ 51″ N, 9° 6′ 38″ O | Tarmstedt 115 | Durchmesser ca. 12 m und Höhe ca. 0,8 m. Rand schwach abgesetzt. Stark beschädigt, nur östliches Drittel obertägig erkennbar, teilweise mit Stubben und zusammengeschobener Erde überlagert.                           | 28974755 | BW   |
| 53° 12′ 51″ N, 9° 6′ 32″ O | Tarmstedt 120 | Durchmesser ca. 14 m und Höhe ca. 0,9 m. Mehrere Eingrabungen. Ränder beschädigt; im Westen Stubben und Waldboden angeschoben.                                                                                         | 28973990 | BW   |
| 53° 12′ 52″ N, 9° 6′ 28″ O | Tarmstedt 121 | Durchmesser ca. 15 m und Höhe ca. 1 m. Rand flach auslaufend. In der Nordost-Hälfte größere, ältere Eingrabung. | 28973996 | BW   |
| 53° 12′ 52″ N, 9° 6′ 26″ O | Tarmstedt 122 | Durchmesser ca. 10 m und Höhe ca. 0,6 m. Ebenmäßig gewölbt, flach. Rand allmählich auslaufend. Oberfläche ebenmäßig, da gefräst.                                                                                       | 28974120 | BW   |
| 53° 12′ 51″ N, 9° 6′ 25″ O | Tarmstedt 123 | Durchmesser ca. 17,5 m und Höhe nach Norden 0,5 m, nach Süden ca. 1,2 m. Ebenmäßig gewölbt; Rand allmählich auslaufend. Süd-Hälfte abgetragen. Im Westen einige faustgroße Steine, im Osten ein großer Stein sichtbar. | 28974121 | BW   |
| 53° 12′ 52″ N, 9° 6′ 23″ O | Tarmstedt 124 | Durchmesser ca. 12,5 m und Höhe ca. 1 m. Rand allmählich auslaufend. Oberfläche ebenmäßig, da gefräst. | 28974123 | BW   |